# Illuminati

La piràmide truncada amb l'ull que tot ho veu i el lema Novus Ordo Seclorum, del Gran Segell dels Estats Units, considerada com un símbol illuminati.

Illuminati o il·luminats (en llatí, illuminati significa 'il·luminats') és el nom donat a diferents grups, tot i que es refereix principalment l'Orde dels perfectibilistes o Il·luminats de Baviera. És una societat secreta fundada l'1 de maig de 1776 a Ingolstadt (Alemanya) per Adam Weishaupt.
Weishaupt hauria creat aquesta societat amb el propòsit de derrotar els governs i regnes del món a més d'erradicar a totes les religions i creences per a regir a les nacions sota un Nou Ordre Mundial basat en un sistema internacionalista. Establiria una moneda única i una religió universal, on segons les seves creences, cada persona aconseguiria la perfecció.

## Propòsits
Els propòsits finals d'aquesta societat eren només coneguts per Weishaupt i els seus més íntims seguidors. Alguns autors com Nesta Webster, descriuen així les sis metes a llarg termini dels illuminati:
- Abolició de la monarquia i de tot govern organitzat segons l'Antic Règim.
- Supressió de la propietat privada dels mitjans de producció per a individus i societats, amb la consegüent abolició de classes socials.
- Abolició dels drets d'herència.
- Destrucció del concepte de patriotisme i nacionalisme i substitució per un govern mundial i control internacional.
- Abolició del concepte de la família tradicional i clàssica.
- Prohibició de totes les religions (principalment l'Església Catòlica), establint un ateisme oficial.

## Orígens

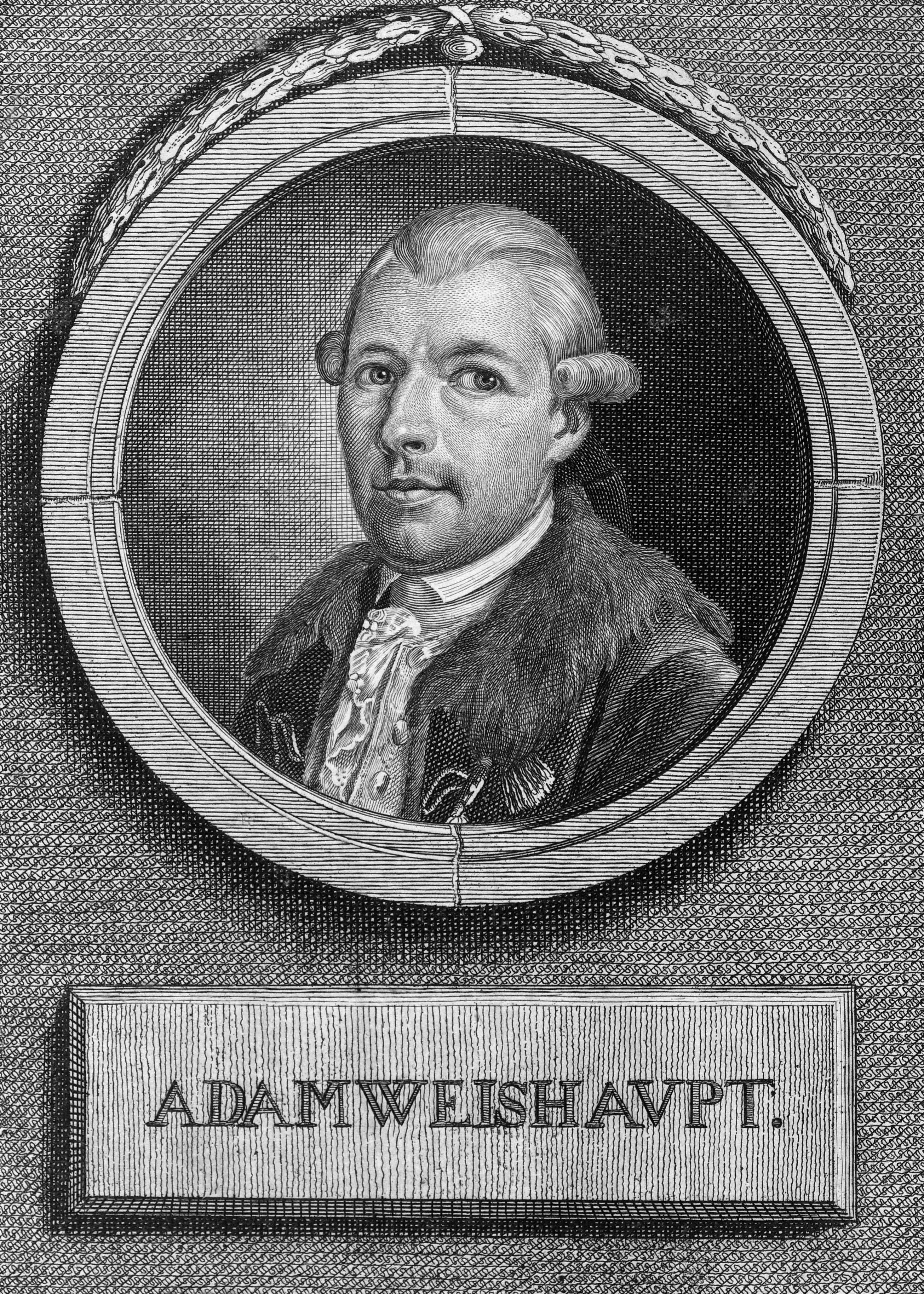
Adam Weishaupt fundador de l'ordre dels Perfectibilistes

L'Ordre dels Il·luminats de Baviera va ser fundada la nit del 30 d'abril a l'1 de maig de 1776 (vigília de la nit de Walpurgis), en un bosc prop d'Ingolstadt (Baviera), al sud d'Alemanya, on un petit grup de joves van establir els propòsits de la societat, i van jurar complir-los. Només se'n sap la identitat de tres: Adam Weishaupt, Max Merz i Anton von Massenhausen. No es coneix exactament quantes persones van fundar l'ordre, algunes diuen que van ser només quatre i unes altres diuen que tretze.
Després de la fundació, Adam Weishaupt (que es va proclamar a ell mateix amb el nom simbòlic de Spartacus) va atraure els primers adeptes, l'estudiant de Múnic Franz Xavier von Zwack i el baró protestant de Hannover Adolph von Knigge (Frater Philón), que ja estava iniciat a la maçoneria i que posteriorment va crear el Ritual dels Il·luminats de Baviera, al costat de Weishaupt a qui va introduir a la lògia de Múnic.

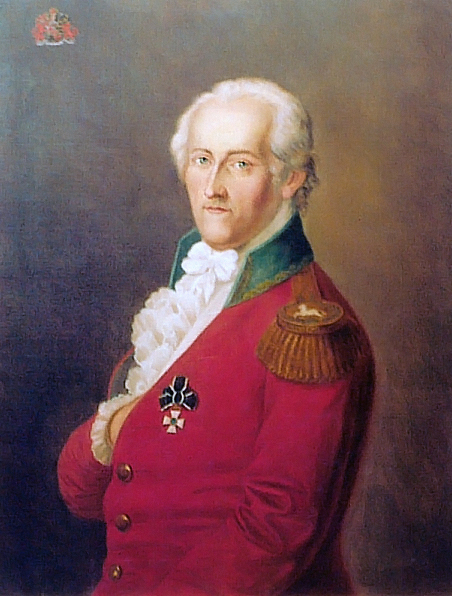
Adolph von Knigge (1752-1796).

Gràcies a les habilitats de Von Knigge, els illuminati ràpidament es van escampar per Alemanya, Àustria, Hongria, Suïssa, França, Itàlia i uns altres llocs d'Europa, afiliant a personalitats de la talla de Johann Gottfried Herder (Damasus), Goethe (Abaris), Cagliostro, el Comte de Mirabeau (Leònides) i el llegendari alquimista Comte de Saint Germain, entre molts més. Alguns nobles com els ducs de Saxònia-Weimar i el de Saxònia-Gotha, els prínceps Ferdinand de Brunswick i Karl de Hessen, el comte de Stolberg i el baró de Karl Theodor von Dalberg, també van ser a la iniciació il·luminada.
Animat pel seu èxit a reclutar un gran nombre de pensadors, filòsofs, artistes, polítics, banquers, analistes, etc., Adam Weishaupt es va afiliar a la maçoneria per mitjà de Von Knigge, i va ordenar-ne la infiltració i el domini.
El 16 de juliol de 1782, en una reunió de la maçoneria continental que va tenir lloc al convent de Wilhelmsbad, els illuminati van intentar unificar i controlar sota la seva autoritat totes les branques de la maçoneria. Tot i que ja a'havien infiltrat en les lògies de tot Europa, la Gran Lògia d'Anglaterra, el Gran Orient de França i els il·luminats teòsofs de Swedenborg no van donar suport als plans de Weishaupt. Es van adonar de les intencions d'aquest grup, i del conflicte entre els seus principis i els de la Maçoneria. La Institució Maçònica va decidir fer oposició directa contra els illuminati.
A causa del fracàs d'aquest moviment, Von Knigge va renunciar pensant que ja no tenia sentit seguir amb els plans i es va retirar a Bremen on va passar els seus darrers anys. Mentrestant Weishaupt rebia les ofensives dels maçons d'Anglaterra per haver dit que La Gran Lògia de Londres va ser creada el 1717 per clergues protestants que no estaven iniciats en la maçoneria. És a dir, que va ser fundada per profans sense constàncies ni documents vàlids.

## Dissolució
El 22 de juny del 1784, el príncep elector de Baviera, el duc Karl Theodor es va adonar del perill que els illuminati eren per a l'Església catòlica i les monarquies. Va fer un edicte contra aquests, la maçoneria, i en general qualsevol societat no autoritzada per la llei (englobant a les dues institucions com si tinguessin una naturalesa comuna, malgrat l'important conflicte que ja existia en aquell moment entre els iluminati i els maçons). Weishaupt va ser destituït de la seva càtedra, se'n va anar a l'exili de Ratisbona per dirigir l'Ordre des de l'estranger sota la protecció del duc de Saxe. El 1785, l'edicte es va confirmar, i així van començar les persecucions i arrestos dels membres de la societat.
Els plans més secrets dels illuminati van ser revelats per casualitat la nit del 10 de juliol del 1784, quan un missatger de Weishaupt identificat com l'abat Lanz, va morir inesperadament a causa d'un llamp. El seu cadàver va ser portat a la capella de Sant Emmer per habitants de la zona. Entre els seus hàbits es van trobar els importants documents que tractaven sobre els plans secrets de la conquesta mundial. La policia de Baviera va indagar els detalls de la conspiració, i li va dir a l'emperador Francesc I del Sacre Imperi Romanogermànic. El complot era contra totes les monarquies, especialment la de França, on més tard, el 1789, hi hauria la revolució francesa.
Els documents van ser publicats pel govern bavarès, alertant així a la noblesa i el clergat d'Europa, però, poc després es van convèncer que la conspiració havia estat destruïda a causa de la dissolució oficial dels illuminati, amb el desterrament de Weishaupt i la detenció de nombrosos adeptes. La casa de Von Zwack va ser investigada i gran part de la literatura del grup va ser descoberta.

## Símbols illuminati al bitllet d'un dòlar

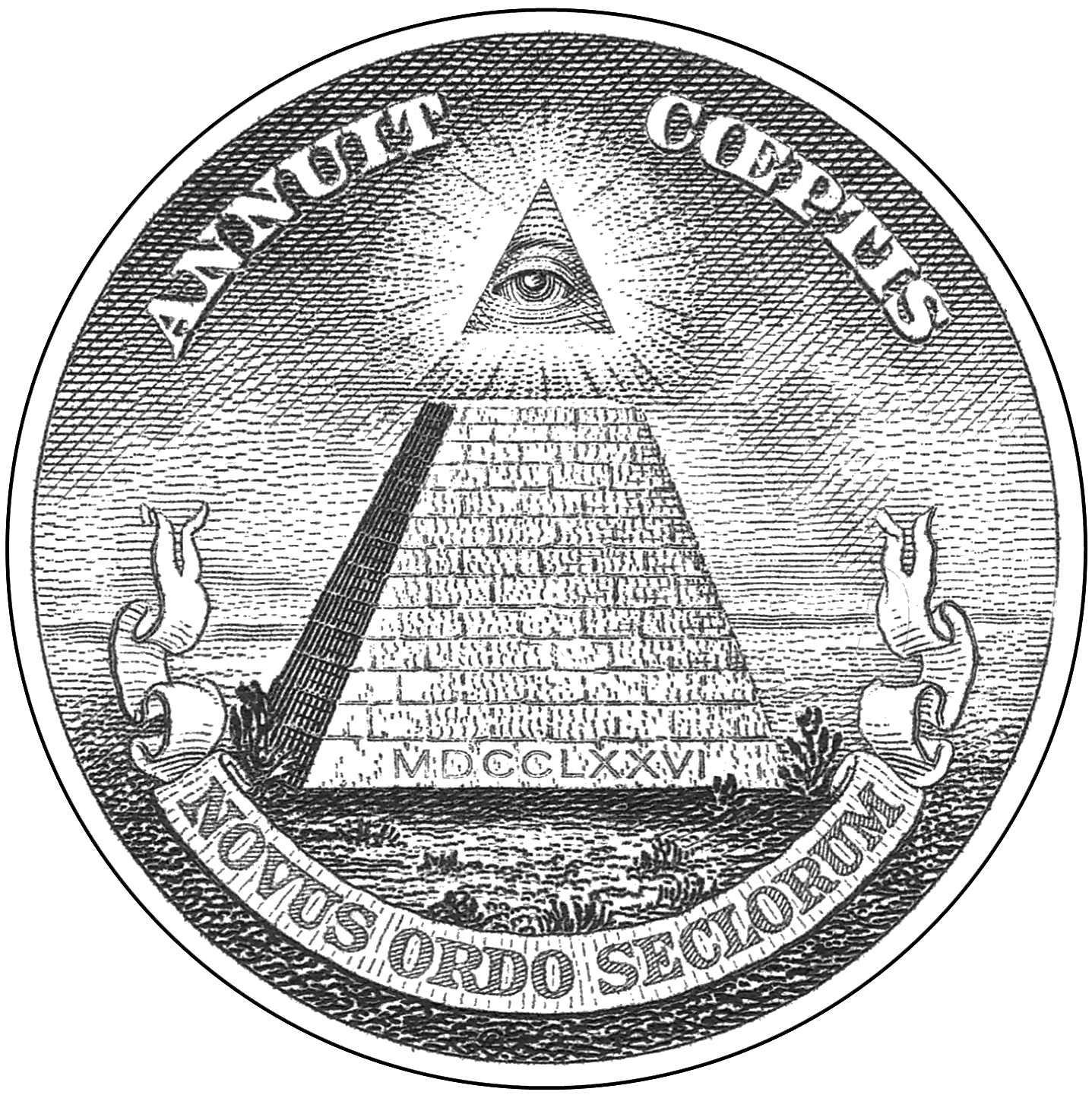
El revers del bitllet de dolar dels Estats Units: amb l' "Ull que tot ho veu" a la cúspide d'una piràmide inacabada a la part posterior del bitllet d'un dòlar.

Al bitllet actual d'un dòlar americà apareix el Gran Segell dels Estats Units el qual està compost pel "Ull que tot ho veu", també dir "Ull de la Providència". Encara que no és cap símbol d'origen cristià i no surt a la Bíblia, està associat amb l'ull de Jahvè, el qual representa la seva omnisciència, i que va prendre importància a partir del Renaixement.
El símbol va ser gradualment adoptat pels francmaçons per representar una de les característiques de Déu (omnipresència) i així evitar conflictes entre els seus adeptes. Així s'instituïa un símbol comú del creador per a totes les religions, símbol que va ser rebre el nom de Gran Arquitecte de l'Univers.
El disseny d'aquest segell va ser aprovat pel Congrés dels Estats Units el 20 de juny de 1782. El 1935, va ser posat al bitllet de dòlar per aprovació del president nord-americà Franklin Delano Roosevelt, maçó del grau 32 ° del Ritual Escocés i també membre dels Shriners.
Al bitllet es veu la part esquerra del segell (revers) amb l'ull en una piràmide egípcia amb 13 graons (que simbolitzen les 13 colònies dels Estats Units. A la base està escrit 1776 en nombres romans (any de la independència de les 13 colònies). Hi diu Annuit Coeptis, que significa ‘Ell aprova el nostre començament’, (fent referència a Déu). A sota diu "Novus Ordo Seclorum". Encara algunes obres de ficció literàries i cinematogràfiques tradueixen erròniament aquestes paraules com 'nou ordre seglar', però la traducció correcta és 'Nou Ordre de les Eres' (o 'nou ordre dels segles'. O, segons experts llatinistes, 'el començament d'una nova era', perquè la paraula és el genitiu plural llatí de saeculum, que vol dir 'generació, segle o era'. La confusió ve de la semblança de la paraula seclorum amb la paraula llatina saecularorum. L'existència de la seva nació (EUA) faria una nova era, amb els ideals democràtics en comptes dels monàrquics del vell continent.
El número 13 és al segell dret (anvers): Un àliga calba que porta a la cama dreta una branca d'olivera (símbol de la pau) amb 13 fulles i 13 fruits i a la cama esquerra 13 fletxes (símbol de la guerra). Al pit hi té un escut amb 13 barres, un lema amb 13 lletres que diu: E Pluribus Unum ('de molts, un') i finalment, 13 estrelles damunt del cap que formen l'estrella de David.
L'escriptor William Schnoebelen (que diu ser ex illuminati), explica el significat d'aquest símbol i comenta que es basa en un missatge de Jesucrist, a l'Evangeli segons sant Mateu, que ell tradueix com:
| « | Jesús els digué: «És que mai no heu llegit les escriptures:" La pedra que els constructors van rebutjar és la pedra que va arribar a ser el cap i cantó. El Senyor ha fet això, i és cosa meravellosa als nostres ulls? "» | » |

Segons Schnoebelen, l'única pedra que pot ser cap i cantó, és el vèrtex superior d'una piràmide, raó per la qual ells li tallen aquesta pedra al símbol. Ell diu: "Aquest símbol en el dòlar no és res més que un talismà i aquest talismà es carrega amb l'energia de milers de milions de persones diàriament ".

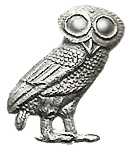
L' ull de Minerva

Una altra frase interessant del bitllet de dòlar diu: "In God We Trust", traduït com 'en Déu confiem'.
La confusió amb l'anàlisi i identificació del simbolisme Iluminati rau a l'intent d'aquesta associació d'apropiar-se de la maçoneria, Això, en el moment de la infiltracions a les files maçòniques, fa que els Iluminatis (els que no tenint al seu origen ni símbols ni signes especials) facin seus els símbols maçònics, Això fa que molt de simbolisme maçònic sigui confós amb simbolisme Iluminati, com és el cas de l'ull que tot ho veu, o les frases esmentades abans.
Aquest fenomen unit a les teories de conspiració genera, sobretot als EUA (país fundat per maçons i amb principis democràtics maçònics) crea una gran confusió entre el simbolisme i fites de les dues institucions per part dels teòrics de la conspiració, tot i el seu antagonisme.
Els illuminati tenien també un altre símbol per a la seva "escola secreta de saviesa", aquest era el mussol de Minerva, la deessa de la saviesa. Aquest símbol també és al bitllet d'un dòlar, a una escala minúscula, al marge superior dret entre un full i el marge que envolta el nombre "1".
Finalment la societat no va quedar totalment dissolta, es comenta que sí, però la seva total discreció ha fet pensar la seva inexistència.

## Teories de conspiració
Fins al dia d'avui, en nombroses obres s'han divulgat certes teories en les quals els illuminati, després de subsistir després de la seva prohibició, i a causa de la seva dedicada infiltració en la maçoneria, serien responsables d'un gran nombre de successos importants com ara la Revolució francesa, les Guerres Mundials i fins i tot els atemptats de l'11 de setembre de 2001 i les posteriors guerres a l'Afganistan i l'Iraq.

### La Revolució francesa

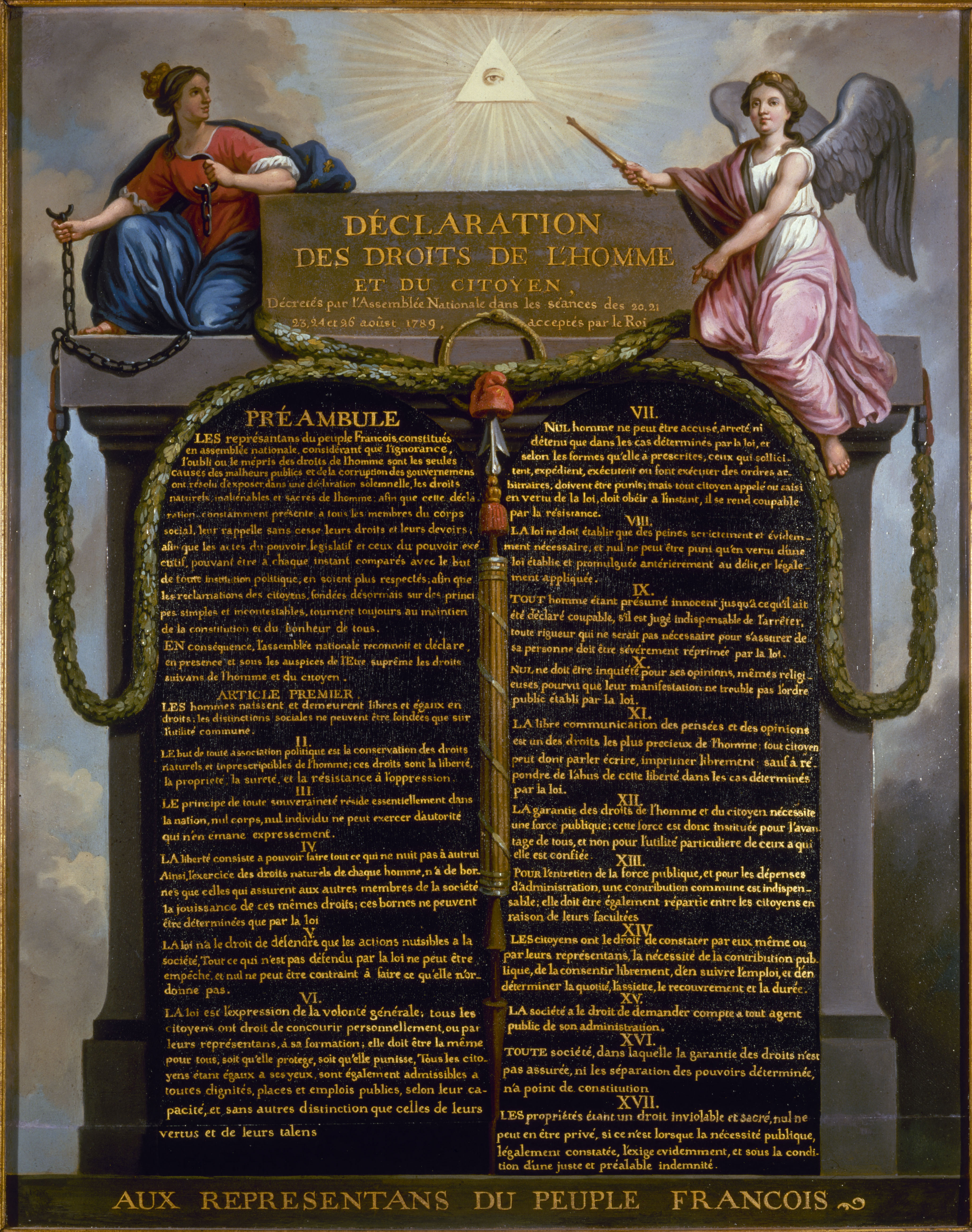
Declaració dels Drets de l'Home i del Ciutadà de 1789 amb el símbol del "Ull que tot ho veu".

Aquesta teoria té tres orígens. El 1786, Ernst August von Göchhausen en el seu llibre "Revelacions sobre el sistema polític cosmopolita", va denunciar una conspiració maçònica-illuminati-jesuïta i va predir "inevitables revolucions mundials" tres anys abans de la revolució francesa. A inicis del segle xix, el sacerdot jesuïta francès Augustin Barruelo (el seu soci literari Jacques-François Lefranc també va compartir aquesta opinió en un libre igual que Pierre-Joseph de Clorivière i Antoine de Rivarol) i l'erudit maçó escocès John Robison intentaren demostrar-ho, independentment l'un de l'altre, que molt per sobre de factors com ara la constant repressió del Tercer Estat, de les successives fams i del mal maneig de la crisi que va fer Lluís XVI, el factor predominant que hauria provocat la revolució seria una preparació metòdica del procés revolucionari, el pla va ser traçat detalladament anys abans del seu esclat, ja que perquè es produeixi aquest procés, serien requerides principalment dues coses:
- Un clima cultural i intel·lectual apropiat que alimenti les forces potencials. Com una situació de greu alteració generalitzada que obligui a la població a exigir un canvi. El clima que es necessitava per a la Revolució francesa es va generar en els anys de l'enciclopedisme i la Il·lustració, el qual era un moviment de pensament il·luminati.
- Un grup dirigent d'agitadors, que s'encarregui d'organitzar i mobilitzar les masses per a complir els objectius desitjats (presumptament els illuminati).

Es proposen, sobretot, tres proves:
- En primer lloc, que tots els ideòlegs, directors i dirigents polítics de la Revolució francesa sense excepció, haurien estat francmaçons: des dels teòrics propagandistes com Montesquieu, Rousseau, D'Alambert, Voltaire i Condorcet, fins als activistes més prominents de la Revolució, Regnat del Terror, el Directori i el bonapartisme com el comte de Mirabeau, qui va introduir l'Ordre a França i els revolucionaris Saint-Just, Camille Desmoulins, Danton, Hébert, Jean Paul Marat, Robespierre, Felip d'Orleans, Fouché, Sieyès, François Babeuf (líder de l'anomenada Conspiració dels Iguals i considerat com un dels primers teòrics del comunisme i un pre-anarquista), Rouget de l'Isle (compositor de la Marsellesa), Lafayette (creador de l'escarapel tricolor), i fins i tot el mateix Napoleó.

El famós Comte de Cagliostro, que va participar en les trames del procés revolucionari francès, va crear la maçoneria egípcia i també va rebre la iniciació a les lògies de Weishaupt. D'altra banda, el fet que el crit de Llibertat, igualtat, fraternitat hagi estat el lema de la Revolució Francesa i també la divisa de la francmaçoneria, confirma que en realitat, incloent-hi o no als illuminati, van ser els francmaçons del segle xviii qui van desenvolupar la revolució. També la icona maçònic del barret frigi, que iniciàtica i simbòlicament representa un tocat més elevat que el d'una corona, ocupa un lloc important en la faramalla de la Revolució francesa, tal com l'hi mostra en l'obra d'Eugène Delacroix, La llibertat guiant al poble.
Per la seva banda, l'historiador maçó Louis Blanc va assenyalar que la majoria dels revolucionaris eren maçons, anomenant la lògia "des neufs Soeurs" Dominique Joseph Garat, Jacques Pierre Brissot, Jean Sylvain Bailly, Nicolas de Condorcet, Camille Desmoulins, Nicolas Chamfort, Danton, Christophe Antoine Gerlos dit Dom Gerlos, Rabaud Saint-Etienne, Alexandre Petion, i en la llògia "de la Bouche-de-Fer": Claude Fauchet, Goupil de Préfern i Nicolas de Bonneville André Baron va denunciar la mà directa de la lògia maçònica "Les Amis Réunis" sobre els crims del Regnat del Terror anomenant davant els maçons Jean-Louis Carra, François Babeuf i Robespierre i amb l'autor Jean-Emmanuel Le Coulteux de Canteleu va citar Jacques-René Hébert, Jean Paul Marat, Joseph Le bon, Louis Antoine Léon Saint-Just . Augustin Barruelo assenyala que els botxins que assassinaven presoners durant el Regnat del Terror practicaven la salutació maçònica entre ells.
- En segon lloc, va existir a França, poc abans de la Revolució francesa, una lògia de francmaçons, la qual es va fer anomenar de manera molt similar a l'ordre d'Adam Weishaupt, "Les Illumina". Ja que aquest grup era petit i menys influent, va molestar tan poc com el fet, que els Illumina francesos eren adeptes a una tendència mística i a la il·luminació radical d'Adolph Von Knigge, la qual cosa Weishaupt no tenia al cap.
- Finalment, el febrer de 1787, es va dur a terme a França l'Assemblea dels Notables, convocada per Charles Alexandre de Calonne. I, en els anys posteriors, 1788 i 1789, una lògia maçònica de París, "Amis Réunis", va rebre a alguns dels màxims càrrecs dels illuminati ja dissolts, com Johann Christoph Bode i el baró de Busche.

Les obres de Barruelo i Robison van guanyar popularitat entre molts partidaris de la dreta radical i altres sectors. A esmentar aquí per exemple a la historiadora anglesa i teòrica de conspiracions dels anys vint Nesta Webster, la societat nord-americàna John Birch Society o l'excandidat presidencial Pat Robertson i altres com Des Griffin i Jan Udo Holey. D'altra banda, al segle xix, l'escriptor Charles Louis Cadet de Gassicourt explicar l'acció subterrània de les societats secretes en la revolució francesa i el pare Nicolas Deschamps va denunciar una conspiració maçònica darrere de la Revolució francesa18 igual que l'historiador Alfred François Nettement.

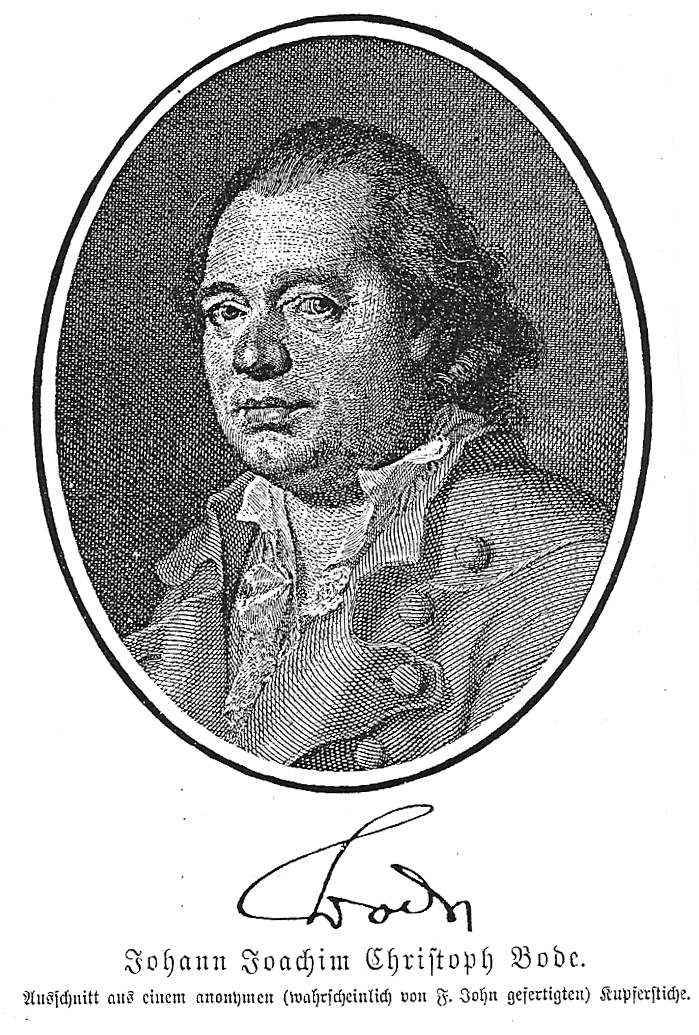
Johann Bode

Al començament del segle xx, els llibres de l'historiador francès Augustin Cochin, escrits des d'un punt de vista sociològic, van assenyalar a la maçoneria com una de les principals forces d'instigació de la revolución igual que el periodista Maurice Talmeyr diversos anys después.
Albert Pike, en el seu llibre Morals and Dogma of the Ancient and Accepted Scottish Rite of Freemasonry, en el capítol dedicat al grau 30 °, reprèn la tesi que la francmaçoneria hauria inspirat i organitzat secretament la Revolució francesa:
| « | Original:A Lodge inaugurated under the auspices of Rousseau, the fanatic of Geneva, became the centre of the revolutionary movement in France, and a Prince of the blood-royal went thither to swear the destruction of the successors of Philippe le Bel on the tomb of Jacques de Molai. The registers of the Order of Templars attest that the Regent, the Duc d'Orleans, was Grand Master of that formidable Secret Society, and that his successors were the Duc de Maine, the Prince of Bourbon-Conde, and the Duc de Cosse-Brissac. | » |

| « | Traducció:Un lògia inaugurada sota els auspicis de Rousseau, el fanàtic de Ginebra, es va convertir en el centre del moviment revolucionari a França, i un príncep de la sang reial va anar allà a jurar la destrucció dels successors de Felip el Bell a la tomba de Jacques de Molai. Els registres de l'Orde dels Templers donen fe que el regent, el duc d'Orleans, va ser Gran Mestre d'aquesta temible societat secreta, i que els seus successors van ser el duc de Maine, el Príncep de Borbó-Condé, i el duc de Cosse- Brissac. | » |

## Els 13 graus del Ritu dels Il·luminats de Baviera
El Ritu dels Il·luminats de Baviera consistia en 13 graus d'iniciació als quals s'accedia conforme es demostrava lleialtat i coneixement. Cada grau tenia els seus rituals i secrets propis els quals no estava autoritzat revelar a graus inferiors, i cada membre jurava obediència incondicional als seus superiors. Els graus es dividien en tres classes:

### Primera classe: Viver
1. Preparatori.
2. Novici (noveller)
3. Minerval.
4. Il·luminat menor.

### Segona classe: Francmaçoneria
5. Aprenent.
6. Company.
7. Mestre.
8. Il·luminat major.
9. Il·luminat dirigent.

### Tercera classe: Misteris
10. Sacerdot (Petits misteris)
11. Regent (Petits misteris)
12. Mag (Grans misteris)
13. Rei (Grans misteris)

## Els illuminati en la cultura popular

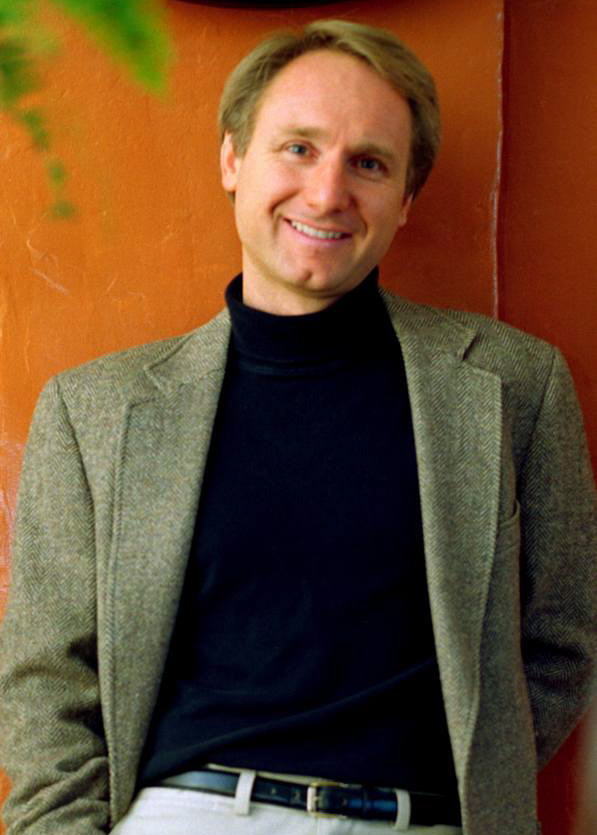
Dan Brown un dels escriptors més controvertits dels últims temps per obres com Angels i Dimonis que toca directament els iluminanti

Els illuminati apareixen repetides vegades en novel·les populars, com per exemple en la Trilogia-Illuminati de Robert Shea i Robert Anton Wilson, a El pèndol de Foucault d'Umberto Eco, o en l'obra Àngels i dimonis de Dan Brown. Aquí són representats com malfactors sinistres, opacs productors de complots o diabòlics conspiradors mundials, ja que els autors esmentats generalment no prenen dades sobre la personalitat real de l'ordre basats en fonts històriques, sinó predominantment de les especulacions conspiratives que circulen al voltant dels illuminati.
Així que de cap manera era l'objectiu dels illuminati provocar un Fi del Món de manera literal o física, sinó més aviat política (recordem el "Novus Ordo Seclorum"), com per exemple en la formulació de Robert Anton Wilson de "fer de l'escatologia alguna cosa immanent ". Tampoc eren membres Bernini o Galileo Galilei, com diu Brown, ja que aquests van morir un segle abans de la fundació dels illuminati, ni tampoc pertanyien a una línia de tradició mil·lenària des dels druides celtes fins Assassins i Templers amb l'objectiu de trobar el "Umbilicus mundi".